# Unió Eurasiàtica
|  | Aquest article tracta sobre el projecte d'integració econòmica. No s'ha de confondre amb la Unió Econòmica Eurasiàtica |

La Unió Euroasiàtica és un projecte d'integració econòmica i política de dret basat en la Unió duanera de Belarús, Kazakhstan i Rússia i l'Espai Econòmic Únic de la UEE, i ampliable a altres estats de la Comunitat Econòmica Eurasiàtica (EurAsEC) i la Comunitat d'Estats Independents. Es crearia mitjançant la unió de les estructures existents de la Unió duanera i l'Espai Econòmic Únic, i fins i tot preveu instituir una moneda única. Va tenir a l'escenari polític internacional durant l'anomenada Guerra Freda, alhora que serveix de contrapès a la Unió Europea, juntament amb altres iniciatives com el grup dels BRICS o l'Organització de Cooperació de Shanghai (OCS). La visió de tenir una moneda comuna a l'estil de l'euro, que es planeja anomenar-se Altín, com una vella moneda que va existir a l'època imperial russa i inicis de la Unió Soviètica. El propòsit d'aquesta unió és fer de contrapès a la Unió Europea al vell espai soviètic, i perquè no, ser una mena de restauració de la Unió Soviètica.

## Història
La Unió Eurasiàtica va ser proposada el març del 1994 pel president del Kazakhstan, Nursultan Nazarbàiev, però no va ser fins a una reunió de l'EurAsEC el desembre del 2010 quan la idea es va tornar a considerar.
El 3 d'octubre del 2011, el president del Govern de Rússia Vladímir Putin va publicar un article sobre les perspectives d'aquest projecte i la seva posició respecte a altres organitzacions internacionals com la Unió Europea.
El 29 de maig de 2014 els presidents de Rússia, Belarús i el Kazakhstan van signar el Tractat de creació de la Unió Econòmica Eurasiàtica, que va entrar en vigor l'1 de gener de 2015.
El 10 d'octubre del 2014, en una reunió celebrada a Minsk, Armènia es va convertir en el quart membre ple de la Unió Econòmica Eurasiàtica (UEE) i la Unió Euroasiàtica amb Belarús, el Kazakhstan i Rússia, després que el dia abans ho signés. Setmanes després, el 23 de desembre del mateix any, el Kirguizstan també ho va signar, enfortint així el procés d'integració en l'espai postsoviètic.